# 費多里夫卡 (別列茲涅古瓦捷區)
47°25′56″N 32°58′7″E / 47.43222°N 32.96861°E
費多里夫卡（烏克蘭語：Федорівка），是烏克蘭南部的村莊，隸屬尼古拉耶夫州的巴什坦卡區。該村始建於1787年，面積0.43平方公里，海拔高度29米，2001年人口266，人口密度每平方公里624.4人。